# Преображенская церковь (Райгородок)
Преображенская церковь — православный храм и памятник архитектуры национального значения в Райгородке.

## История
Постановлением Кабинета Министров УССР от 06.09.1979 № 442 «Про дополнение списка памятников градостроения и архитектуры Украинской ССР, которые находятся под охраной государства» («Про доповнення списку пам'яток містобудування і архітектури Української РСР, що перебувають під охороною держави») присвоен статус памятник архитектуры национального значения с охранным № 1778.
Установлена информационная доска.

## Описание
Сооружена в период 1825-1840 годы в стиле русский классицизм над берегом реки Десна — ныне старый рукав Старик.  
Каменная, не оштукатурена, одноглавая, крестообразная в плане церковь. С запада и востока примыкают рамены (ниши) во всю высоту полуциркульные в плане, с севера и юга — рамены прямоугольные в плане, завершающиеся треугольными фронтонами. Основные объёмы украшены пилястрами дорического ордера, которые несут антаблемент с фризом, украшенным триглифами и карнизом с модульонами.  Между раменами располагаются низкие (в пол высоты рамена) прямоугольные камеры (помещения) с двухскатными крышами. Венчает храм большой купол с глухим фонарём и декоративной главкой на круглом цилиндрическом световом (с окнами) барабане. Барабан главы увенчан карнизом с частыми кронштейнами, окна барабана полуциркульные. Центральное место в интерьере занимает подкупольное пространство: на четыре пилона, образованных пересечением внутренних стен с арочными проемами, опираются подпружные арки, несущие барабан. В интерьере — развитой, большого выноса карниз с модульонами, обрамляющий основные объемы в уровне пят арок. Перекрытия ветвей — полуциркульные своды, главы — полусферическое. 
В советский период храм был закрыт, использовался как склад. 